# Arroyo Zanja Honda
El arroyo Zanja Honda es un curso natural de agua de poco caudal que nace en la cordillera de los Andes y en todo su trayecto determina el límite entre Chile y Argentina en las respectivas Región de Magallanes y Provincia de Santa Cruz. Fluye en dirección general sur hasta desembocar en el chorrillo Campamento en la frontera misma.: 955 

## Caudal y régimen
La subcuenca del río Las Chinas comprende el área de drenaje desde su nacimiento hasta su desembocadura en el lago del Toro e incluye a sus principales afluentes: río Baguales y río Vizcachas. Tiene un marcado régimen nival, con sus mayores crecidas en primavera, producto de importantes deshielos de la nieve acumulada en la subcuenca. En años lluviosos y secos los mayores caudales ocurren entre octubre y diciembre, mientras que el resto del año muestra escurrimientos bastante uniformes, sin variaciones de consideración. Los menores caudales ocurren desde enero a septiembre.: 34 

## Historia
Luis Risopatrón lo describe en su Diccionario Jeográfico de Chile en 1924:
Zanja Honda (Rio). 50° 55' 72° 16' Es de corto caudal, corre hacia el S i se vácia en la márjen N del chorrillo Campamento, del rio Baguales; constituye en todo su curso la línea de límites con la Arjentina. 122, p. 91; i 134; i arroyo en 122, p. 25; i zanja Honda en 156.